# Perry (Kansas)
Perry es una ciudad ubicada en el condado de Jefferson en el estado estadounidense de Kansas. En el año 2010 tenía una población de 929 habitantes y una densidad poblacional de 464,5 personas por km².

## Geografía
Perry se encuentra ubicada en las coordenadas 39°4′32″N 95°23′31″O / 39.07556, -95.39194 (39.075458, -95.391902).

## Demografía
Según la Oficina del Censo en 2000 los ingresos medios por hogar en la localidad eran de $39,013 y los ingresos medios por familia eran $46,641. Los hombres tenían unos ingresos medios de $32,778 frente a los $26,500 para las mujeres. La renta per cápita para la localidad era de $17,577. Alrededor del 7.9% de la población estaban por debajo del umbral de pobreza.